# 索韋托福音合唱團
南非索韋托福音合唱團由  David  Mulovhedzi和Beverly Bryer兩個合唱團指揮於2002年在南非索韋托成立。30位成員的合奏融合了非洲的福音，黑人靈歌，雷鬼，和美國流行音樂的元素。該團在曼德拉46664紀念音樂會的第一次演出便驚為天人，之後更陸續到國外進行巡迴演出。在歐洲、澳洲、英國、美國都獲得廣大迴響。
索韋托合唱團用自己獨特的方式融合傳統與當代元素，用傳統打擊樂器為當代音樂伴奏，加入活潑的舞蹈動作，為南非傳統文化增添更多色彩。南非11種官方語言中，他們就曾使用過6種來做演出。
他們專輯的非洲精神和祝福分別在2007年和2008年的葛萊美獎贏得了最佳傳統世界音樂專輯。
2007年，他們在南非的Live Earth音樂會上演出。同年，他們為了向Fats Domino(早期美國藍調歌手)致敬，和Robert Plant合作翻唱了Domino的”淚之谷”版本。
他們與John Legend合作，為機器人瓦力合寫的電影配樂” Down To Earth”，在2009年第81屆的奧斯卡獎獲得最佳歌曲提名。該團也曾經在2010年開普敦的世界盃決賽演出。
但這些成就並沒有使索韋托合唱團忘記他們要為這個世界帶來祝福的初衷。2003年，他們在南非創立了愛滋病關懷基金會，用巡迴演出的收入協助那些貧困的愛滋家庭或是其他受到政府忽視的人道組織。至今該基金會已捐出300萬南非蘭特。